# Operação Marquês
A Operação Marquês é um processo judicial em Portugal, iniciado em 2014, do qual se encarregaram o procurador Rosário Teixeira e o juiz Carlos Alexandre e, posteriormente, o juiz Ivo Rosa.
O início do julgamento dos acusados está marcado para 3 de julho de 2025. 

## Investigação
No centro da investigação estão os mais de 23 milhões de euros reunidos pelo amigo de infância de José Sócrates, Carlos Santos Silva, na Suíça e que este transferiu para Portugal, uma pequena parte em 2004 e a esmagadora maioria em 2010 e 2011. Nessa altura, o dinheiro foi declarado por Santos Silva a nível fiscal no âmbito dos Regimes Excepcionais de Regularização Tributária I e II. O Ministério Público tem estado a seguir o circuito do dinheiro reunido na Suíça e acredita que os milhões são na realidade de José Sócrates. Entre as aquisições feitas com esse dinheiro, conta-se um T3 com garagem com código e controlo de seguranças no 3.º andar do edifício Heron Castilho, na Rua Braamcamp, próximo da Praça do Marquês de Pombal, que deu o seu nome à Operação, no valor em moeda actual de 235.000,00 € e onde José Sócrates, proprietário desde 1998, chegou a residir desde Fevereiro desse ano, mas que, entretanto, vendeu a 6 de Agosto de 2015 por 675.000,00 € ao advogado paquistanês Makhdoom Ali Khan, de 61 anos, antigo Procurador-Geral do Paquistão entre 2001 e 2007, que pretendia, deste modo, adquirir um Visto Gold em Portugal, no mesmo edifício onde a sua mãe Maria Adelaide de Carvalho Monteiro adquiriu em Novembro de 1998 o 4.º piso letra E a uma sociedade offshore com sede nas Ilhas Virgens Britânicas, a Stolberg Investiments Limited, com um valor tributável de 44.923.000$00 escudos, cerca de 224.000,00 €, sem recurso a qualquer empréstimo bancário e auferindo um rendimento anual declarado nas Finanças inferior a 250,00 €, cerca de 50.000$00. Entretanto, foram posteriormente facturadas despesas de 350.000,00 € de José Sócrates entre 2009 e 2014 em Hotéis em nome de Carlos Santos Silva ou da XLM e foram adquiridos quadros de pintores portugueses que se encontravam na residência duma empregada doméstica em Santo António dos Cavaleiros e que lhe foram apreendidos mas que, posteriormente, com uma excepção, lhe foram devolvidos pelo juiz Ivo Rosa. Em parte, alegou que o dinheiro tinha proveniência da herança vinda do avô materno, que enriquecera com o volfrâmio durante a Segunda Guerra Mundial.
Em março de 2017, a 'Operação Marquês' conta com 28 arguidos, 19 pessoas singulares e 9 coletivas, incluindo o ex-primeiro-ministro José Sócrates, o ex-ministro socialista e ex-administrador da Caixa Geral de Depósitos Armando Vara, o empresário e amigo de Sócrates, Carlos Santos Silva e o banqueiro Ricardo Salgado entre outros.
José Sócrates esteve preso preventivamente mais de nove meses e está indiciado por fraude fiscal qualificada, branqueamento de capitais e corrupção passiva para ato ilícito.
O Ministério Público suspeita que José Sócrates terá recebido mais de 34 milhões de euros de luvas, pelo suposto favorecimento, enquanto governante dos interesses dos outros arguidos, em negócios relacionados com o Grupo Lena (de Carlos Santos Silva), com a Portugal Telecom (PT), e com o empreendimento Vale do Lobo.
Entre os arguidos no processo estão ainda a ex-mulher de Sócrates Sofia Fava, Joaquim Barroca, empresário do grupo Lena, João Perna, antigo motorista do ex-líder do PS, Paulo Lalanda de Castro, do grupo Octapharma, Inês do Rosário, mulher de Carlos Santos Silva, o advogado Gonçalo Trindade Ferreira, Henrique Granadeiro e Zeinal Bava, ex-administradores da Portugal Telecom, Bárbara Vara, filha de Armando Vara, José Paulo Pinto de Sousa, primo de José Sócrates, os empresários Diogo Gaspar Ferreira, Rui Mão de Ferro, Rui Horta e Costa e Hélder Bataglia.
Em julho de 2017, Luís Marques e José Luís Ribeiro dos Santos, funcionário da Infraestruturas de Portugal e antigo deputado do PSD que passou pelo Grupo Lena, foram constituídos arguidos no âmbito da Operação Marquês. 
Na qualidade de testemunha, Paulo de Azevedo, administrador da Sonae e que foi afastado da compra da PT, envolve o advogado Daniel Proença de Carvalho nesta operação.
Em 11 de outubro de 2017, Sócrates foi formalmente acusado da prática de 31 crimes de corrupção passiva de titular de cargo político, branqueamento de capitais, falsificação de documento e fraude fiscal qualificada. Os factos em investigação tiveram lugar entre 2006 e 2015.
Segundo a acusação ficou indiciado que os arguidos que exerciam funções públicas ou equiparadas, tendo em vista a obtenção de vantagens, agiram em violação dos deveres funcionais, designadamente em relação às seguintes matérias: A atuação do arguido José Sócrates, na qualidade de primeiro-ministro e também após a cessação dessas funções, permitiu a obtenção, por parte do Grupo LENA, de benefícios comerciais. O arguido Carlos Santos Silva interveio como intermediário de José Sócrates em todos os contactos com o referido grupo.
A troco desses benefícios "e em representação do Grupo LENA, o arguido Joaquim Barroca aceitou efetuar pagamentos, em primeiro lugar para a esfera de Carlos Santos Silva mas que eram destinados a José Sócrates. Por outro lado, Joaquim Barroca veio ainda a disponibilizar a utilização de contas bancárias abertas em seu nome na Suíça para movimentar fundos que se destinavam a José Sócrates".
O despacho final tem mais de quatro mil páginas. Ao longo do inquérito foram efetuadas cerca de duas centenas de buscas, inquiridas mais de 200 testemunhas e recolhidos dados bancários sobre cerca de 500 contas, quer domiciliadas em Portugal quer no Estrangeiro.
A Operação Marquês tem 53 mil páginas e 13,5 milhões de ficheiros informáticos.

## Lista de arguidos
O Ministério Público acusou 28 arguidos: 19 pessoas singulares e 9 pessoas coletivas (empresas), por um total de 189 crimes.
Na fase de instrução do processo, o juiz Ivo Rosa do Tribunal Central de Instrução Criminal, decidiu, em 9 de abril de 2021, levar a julgamento apenas 5 arguidos, por um total de 17 crimes. O Ministério Público recorreu desta decisão para o Tribunal da Relação de Lisboa.
Em 25 de janeiro de 2024, o Tribunal da Relação de Lisboa reverteu grande parte da decisão instrutória e decidiu levar a julgamento 22 arguidos, incluindo 4 empresas, por um total de 118 crimes.

### José Sócrates Carvalho Pinto de Sousa
Antigo Primeiro-Ministro de Portugal, entre 2005 e 2011. Esteve mais de nove meses em prisão preventiva, no Estabelecimento Prisional de Évora. Foi acusado dos crimes de corrupção passiva de titular de cargo político (3), branqueamento de capitais (16), falsificação de documento (9) e fraude fiscal qualificada (3). Crimes puníveis com pena de prisão de um a oito anos. O Ministério Público acredita que recebeu 34 milhões de euros de proveniência ilícita, 24 milhões dos quais em contas na Suíça detidas pelo amigo Carlos Santos Silva, mas das quais era Sócrates o real beneficiário. O dinheiro terá sido pago pelo Grupo Lena, pelo resort Vale do Lobo e pelo GES (Grupo Espírito Santo, liderado por Ricardo Salgado).
Na decisão instrutória, em 9 de abril de 2021, o juiz Ivo Rosa decidiu ilibar José Sócrates de 25 dos 31 crimes, pronunciando-o para julgamento por três crimes de branqueamento de capitais e três de falsificação de documentos.
Vai a julgamento por 22 crimes: 3 crimes de corrupção, 13 crimes de branqueamento de capitais e 6 crimes de fraude fiscal.

### Carlos Manuel dos Santos Silva
Empresário e amigo de infância de José Sócrates. O Ministério Público acredita que Carlos Santos Silva é um “testa de ferro” do ex-primeiro-ministro, através do qual este recebeu milhões em luvas. Foi acusado de corrupção passiva de titular de cargo político (1), corrupção ativa de titular de cargo político (1), branqueamento de capitais (17), falsificação de documento (10), fraude fiscal (1) e fraude fiscal qualificada (3).
Vai a julgamento por 23 crimes: 2 crimes de corrupção, 14 crimes de branqueamento de capitais e 7 crimes de fraude fiscal.

### Joaquim Barroca Vieira Rodrigues
Joaquim Barroca, antigo administrador do Grupo Lena, foi detido em abril de 2015. Foi acusado dos crimes de corrupção ativa de titular de cargo político (1), corrupção ativa (1), branqueamento de capitais (7), falsificação de documento (3) e fraude fiscal qualificada (2).
Vai a julgamento por 15 crimes: 2 crimes de corrupção, 7 crimes de branqueamento de capitais e 6 crimes de fraude fiscal.

### Luís Manuel Ferreira da Silva Marques
Ex-alto funcionário da Infraestruturas de Portugal, surge como arguido no processo devido às suas ligações ao projeto do TGV. Foi acusado pelos crimes de corrupção passiva (1) e branqueamento de capitais (1).
Vai a julgamento por dois crimes: 1 crime de corrupção e 1 crime de branqueamento de capitais.

### José Luís Ribeiro dos Santos
Ex-deputado do Partido Social Democrata (PSD) na Assembleia da República e ex-alto funcionário da Infraestruturas de Portugal. Engenheiro Civil de formação, também trabalhou no Grupo Lena. Foi acusado dos crimes de corrupção ativa (1) e branqueamento de capitais (1).
Vai a julgamento por dois crimes: 1 crime de corrupção e 1 crime de branqueamento de capitais.

### Ricardo do Espírito Santo Silva Salgado
O antigo presidente do Banco Espírito Santo (BES) e do Grupo Espírito Santo (GES) foi constituído arguido no processo Marquês, e foi acusado de corrupção ativa de titular de cargo político (1), corrupção ativa (2), branqueamento de capitais (9), abuso de confiança (3), falsificação de documento (3) e fraude fiscal qualificada (3). No Ministério Público, confrontado com milhões transferidos do GES, terá negado que alguma vez tenha pago luvas ao antigo primeiro-ministro.
No dia 9 de Abril de 2021, o juiz de instrução criminal Ivo Rosa determinou que Ricardo Salgado fosse a julgamento, mas, por outro lado, decidiu não pronunciá-lo (levar a julgamento) dos restantes crimes que lhe eram imputados: O ex-banqueiro foi pronunciado na instrução da Operação Marquês por três crimes de abuso de confiança, e vai ser julgado por um coletivo presidido pelo juiz Francisco Henriques. Mas a intenção do  arguido é sentar-se ao lado de José Sócrates — e vai fazer fazer tudo ao seu alcance para que isso aconteça. Ricardo Salgado pode ser julgado à parte, mas que todo o julgamento pode vir a ser depois anulado, caso o Tribunal da Relação de Lisboa entenda que as suspeitas que existem dos crimes cometidos tenham ocorrido ao mesmo tempo do que as do ex-primeiro-ministro.
Foi julgado em processo separado da Operação Marquês pelos três crimes de abuso de confiança de que estava acusado. A 7 de março de 2022, Ricardo Salgado foi condenado a 6 anos de prisão por esses três crimes.
Em 24 de maio de 2023, o Tribunal da Relação de Lisboa agravou a pena de Ricardo Salgado para oito anos de prisão, na sequência de recurso pelo Ministério Público.
Vai a julgamento por 11 crimes: 3 crimes de corrupção e 8 crimes de branqueamento de capitais.

### Zeinal Abedin Mohamed Bava
Antigo Presidente Executivo da Portugal Telecom (PT), Bava foi acusado de corrupção passiva (1), branqueamento de capitais (1), falsificação de documento (1) e fraude fiscal qualificada (2) na Operação Marquês. Terá recebido cerca de 18 milhões de euros da ES Enterprises (GES). No interrogatório terá confirmado esta transferência, mas negou tratar-se de uma contrapartida ou compensação. Fala de um empréstimo e diz que o dinheiro já foi devolvido.
Vai a julgamento por 3 crimes: 1 crime de corrupção, 1 crime de branqueamento de capitais e 1 crime de fraude fiscal.

### Henrique Manuel Fusco Granadeiro
Antigo Presidente do Conselho de Administração da PT foi acusado de corrupção passiva (1), branqueamento de capitais (2), peculato (1), abuso de confiança (1) e fraude fiscal qualificada (3). Em causa estão os negócios da PT com as empresas brasileiras Vivo e a Oi. Alega o Ministério Público que recebeu 17 milhões de euros do GES, por indicação de Ricardo Salgado.
Vai a julgamento por 5 crimes: 1 crime de corrupção, 2 crimes de branqueamento de capitais e 2 crimes de fraude fiscal.

### Armando António Martins Vara
Antigo administrador da Caixa Geral de Depósitos. Armando Vara foi detido em julho de 2015 no âmbito da Operação Marquês. Estava acusado pelos crimes de corrupção passiva de titular de cargo político (1), branqueamento de capitais (2), e fraude fiscal qualificada (2). Esteve também envolvido no Processo Face Oculta, outro processo mediático, em que foi condenado a cinco anos de prisão efetiva e descondecorado de Grã-Cruz da Ordem do Infante D. Henrique.
Inicialmente acusado de crimes de corrupção, branqueamento e fraude fiscal qualificada, mas, por decisão instrutória do juiz Ivo Rosa, conhecida a 9 de maio de 2021, foi julgado em processo separado da Operação Marquês unicamente por um crime de branqueamento de capitais pelo qual foi condenado, em 13 de julho de 2021, pelo Tribunal Central de Instrução Criminal, a dois anos de prisão efetiva.
Vai a julgamento por 2 crimes: 1 crime de corrupção e 1 crime de branqueamento de capitais.

### Bárbara Catarina Figueira Vara
Filha de Armando Vara, foi acusada pelo Ministério Público do crime de branqueamento de capitais (2). Terá recebido, nas contas que partilha com o pai na Suíça, um milhão de euros com origem no empreendimento Vale do Lobo.

### Rui Miguel Oliveira Horta e Costa
Antigo administrador do 'resort' de Vale do Lobo. Nascido a 27 de Agosto de 1960, filho segundo do 5.° Barão de Santa Comba Dão e irmão de Luís Miguel Oliveira Horta e Costa, ex-administrador não-executivo dos CTT, foi acusado por corrupção ativa de titular de cargo político (1), branqueamento de capitais (1) e fraude fiscal qualificada (2).

### José Diogo da Rocha Vieira Gaspar Ferreira
Diogo Gaspar Ferreira, presidente do conselho de administração do resort de Vale do Lobo, está acusado pelos crimes de corrupção ativa de titular de cargo político (1), branqueamento de capitais (2) e fraude fiscal qualificada (3). Diz o Ministério Público que praticou ato de corrupção junto do ex-primeiro-ministro a troco de benefícios para o resort algarvio.
Vai a julgamento por 2 crimes: 1 crime de corrupção e 1 crime de branqueamento de capitais.

### José Paulo Bernardo Pinto de Sousa
Primo-irmão paterno de José Sócrates e três anos mais velho, vive em Angola. Foi dos últimos a ser constituído arguido no processo Operação Marquês e foi acusado do crime de branqueamento de capitais (2). Antes já tinha visto o seu nome envolvido no processo Freeport.
Vai a julgamento por 2 crimes: 2 crimes de branqueamento de capitais.

### Hélder José Bataglia dos Santos
O empresário luso-angolano Hélder Bataglia apresentou-se voluntariamente no Departamento Central de Investigação e Ação Penal para ser ouvido como arguido na Operação Marquês. Foi acusado dos crimes de branqueamento de capitais (5), falsificação de documento (2), abuso de confiança (1) e fraude fiscal qualificada (2). O Ministério Público alega que José Sócrates recebeu milhões de euros com origem em Hélder Bataglia, que passaram depois pelas contas do amigo Carlos Santos Silva. O depoimento deste empresário terá ajudado equipa responsável pelo processo Marquês a perceber alguns fluxos de dinheiro. São mais de 90 milhões de euros que terão circulado do universo do Grupo Espírito Santo (GES) para contas bancárias de arguidos neste processo.
Vai a julgamento por 5 crimes: 5 crimes de branqueamento de capitais.

### Gonçalo Nuno Mendes da Trindade Ferreira
Advogado que trabalhava com Carlos Santos Silva, numa das suas empresas. Foi acusado pelos crimes de branqueamento de capitais (3) e falsificação de documento (1).
Vai a julgamento por 3 crimes: 3 crimes de branqueamento de capitais.

### Inês Maria Carrusca Pontes do Rosário
Mulher de Carlos Santos Silva, foi acusada pelo Ministério Público do crime de branqueamento de capitais (1). Terá sido uma das pessoas que entregou dinheiro a José Sócrates e seria conhecedora da linguagem "de código" usada pelo ex-governante e o marido.
Vai a julgamento por 1 crime: 1 crime de branqueamento de capitais.

### João Pedro Soares Antunes Perna
Motorista de José Sócrates serviria de "correio" entre Carlos Santos Silva e o ex-governante, transportando envelopes com dinheiro. Mas não só. As suas contas bancárias também terão sido usadas para fazer chegar verbas, transferidas por Carlos Santos Silva, a José Sócrates. Foi acusado dos crimes de branqueamento de capitais (1) e detenção de arma proibida (1).
Vai a julgamento por 1 crime: 1 crime de branqueamento de capitais.

### Sofia Mesquita Carvalho Fava
Engenheira, ex-mulher de José Sócrates também é arguida no processo. Foi acusada de branqueamento de capitais (1) e falsificação de documento (1). O Ministério Público acredita, por exemplo, que também recebeu verbas de Carlos Santos Silva, que seriam "na realidade" do ex-primeiro-ministro.
Vai a julgamento por 1 crime: 1 crime de branqueamento de capitais.

### Rui Manuel Antunes Mão de Ferro
O empresário Rui Mão de Ferro, que surge associado a vários negócios com Carlos Santos Silva, foi constituído arguido em novembro de 2015. O Ministério Público acredita que este também seria um dos testas de ferro de Santos Silva e de José Sócrates. E que terá ainda sido parte ativa na destruição de provas de vários crimes. Por isso, foi acusado dos crimes branqueamento de capitais (1) e falsificação de documento (4).
Vai a julgamento por 1 crime: 1 crime de branqueamento de capitais.

### Lena – Engenharia e Construções, SA
Esta é uma empresa do universo Grupo Lena. Foi acusada dos crimes de corrupção ativa (2), branqueamento de capitais (3) e fraude fiscal qualificada (2).
Vai a julgamento por 10 crimes: 1 crime de corrupção, 3 crimes de branqueamento de capitais e 6 crimes de fraude fiscal.

### Lena – Engenharia e Construções, SGPS
Esta é uma empresa do universo Grupo Lena. Foi acusada dos crimes de corrupção ativa (2) e branqueamento de capitais (1).
Vai a julgamento por 2 crimes: 1 crime de corrupção e 1 crime de branqueamento de capitais.

### Lena, SGPS
O Grupo Lena, SGPS foi constituído arguido, juntamente com o presidente do Grupo Lena, Joaquim Conceição, que acabou por não ser acusado pelo Ministério Público. Foi acusada dos crimes de corrupção ativa (2) e branqueamento de capitais (1).
Vai a julgamento por 2 crimes: 1 crime de corrupção e 1 crime de branqueamento de capitais.

### XLM – Sociedade de Estudos e Projetos, Lda
Segundo o Ministério Público, a empresa XLM, de Carlos Santos Silva, servia apenas para distribuir verbas a pessoas ligadas a José Sócrates e tinha como único cliente o Grupo Lena. Sofia Fava, ex-mulher do antigo primeiro-ministro tinha, por exemplo, contrato de prestação de serviços com esta empresa. Foi acusada dos crimes de branqueamento de capitais (3) e fraude fiscal qualificada (2).

### RMF – Consulting, Gestão e Consultoria Estratégica, Lda.
Esta empresa surge acusada pelo crime de branqueamento de capitais (1).
Vai a julgamento por 1 crime: 1 crime de branqueamento de capitais.

### XMI – Management & Investments, SA
A empresa XMI, também arguida no processo, está ligada a Carlos Santos Silva. É uma das dezenas de empresas criadas pelo amigo de José Sócrates e que terá sido usada para transferências de verbas e pagamentos. Foi acusada dos crimes de corrupção ativa (1) e branqueamento de capitais (1).

### Oceano Clube – Empreendimentos Turísticos do Algarve, SA
A sociedade Oceano Clube – Empreendimentos Turísticos do Algarve, responsável pelo resort de luxo na zona de Vale do Lobo, acabou por ser constituída arguida no processo e acusada dos crimes de fraude fiscal qualificada (3).

### Vale do Lobo Resort Turístico de Luxo, SA
O Vale do Lobo Resort Turístico de Luxo, SA tornou-se numa das peças importantes do puzzle para os investigadores da Operação Marquês. Segundo o Ministério Público, o ex-primeiro-ministro José Sócrates recebeu contrapartidas do empreendimento por ter ajudado a conseguir, junto da Caixa Geral de Depósitos, um empréstimo que chegou perto dos 300 milhões de euros. Foi acusada dos crimes de fraude fiscal qualificada (3).

### Pepelan – Consultoria e Gestão, SA
Esta empresa foi acusada dos crimes de fraude fiscal qualificada (1) e branqueamento de capitais (1).

## Cronologia
- Abril de 2013: a Caixa Geral de Depósitos denunciou José Sócrates à Unidade de Informação Financeira da Polícia Judiciária apontando um possível esquema que lhe teria valido mais de meio milhão de euros. O relatório da CGD descreve como Sócrates recebeu três transferências de 100 mil euros cada — em junho, agosto e setembro de 2012 — vindas de uma conta detida pela mãe, Maria Adelaide de Carvalho Monteiro, mas que, na verdade, tiveram origem numa conta sediada no BES, titulada por Carlos Manuel dos Santos Silva.[28][18]
- 31 de julho de 2014: a revista Sábado noticia que José Sócrates poderá vir a ser detido para interrogatório no âmbito da Operação Monte Branco, a maior rede de fuga ao fisco e branqueamento de capitais. A notícia foi desmentida pela Procuradoria-Geral da República. Mas tinha uma base verdadeira.
- 21 de novembro de 2014: José Sócrates foi detido por agentes da Autoridade Tributária e Aduaneira na manga do avião à chegada ao Aeroporto da Portela oriundo de Paris e indiciado pelo juiz Carlos Alexandre por crimes de fraude fiscal, branqueamento de capitais, corrupção e tráfico de influências.[29]
- 25 de novembro de 2014: José Sócrates é colocado em prisão preventiva, por falta de espaço, na ala feminina do Estabelecimento Prisional de Évora na cela n.º 44 com o n.º de prisioneiro 44.[30][31]
- 4 de setembro de 2015: José Sócrates deixa a prisão preventiva e passa a prisão domiciliária.[32]
- 16 de outubro de 2015: José Sócrates deixa a prisão domiciliária, fica apenas sujeito a Termo de Identidade e Residência, com proibição de contactar os restantes arguidos do processo Operação Marquês e de sair do país sem autorização prévia.[33]
- 11 de outubro de 2017: José Sócrates, foi formalmente acusado da prática de 31 crimes, de corrupção passiva de titular de cargo político, branqueamento de capitais, falsificação de documento e fraude fiscal qualificada.
- Abril de 2018: José Sócrates troca o advogado João Araújo por Pedro Delille.[34]
- 4 de maio de 2018: o Tribunal da Relação de Lisboa rejeitou o recurso da defesa de José Sócrates que pedia a nulidade da decisão de juntar os processos Monte Branco, Universo BES e PPP ao processo da Operação Marquês.[35]
- 28 de setembro de 2018: Ivo Rosa é escolhido por sorteio como o juiz de instrução que decide se o caso segue ou não para julgamento.[36]
- 28 de janeiro de 2019: a fase de instrução da Operação Marquês inicia-se no Tribunal Central de Instrução Criminal, em Lisboa, dirigida pelo juiz Ivo Rosa.[37]
- 28 de outubro e seguintes de 2019: começam os interrogatórios a José Sócrates,[38][39][40][41] tendo ocorrido fugas de informação.[42]
- 4 de março e seguintes de 2020: debate instrutório no Campus de Justiça, adiado pelo juiz Ivo Rosa das datas anteriormente previstas de 27 de Janeiro a 31 de Janeiro de 2020: em resultado do atraso na resposta a algumas diligências[43][44].
- 12 de março de 2020: o debate instrutório da Operação Marquês foi adiado por tempo indeterminado por causa da Pandemia de COVID-19 em Portugal[45].
- 9 de abril de 2021: O juiz Ivo Rosa pronunciou a decisão instrutória sobre o processo, deixando cair 172 dos 189 crimes que constavam da acusação, incluindo todas as acusações de corrupção por ausência de prova e prescrição dos crimes. O Ministério Público recorreu da decisão para o Tribunal da Relação de Lisboa. Dos 28 arguidos, apenas cinco irão a julgamento[46]:
  - José Sócrates: três crimes de branqueamento de capitais e três de falsificação de documentos;
  - Carlos Santos Silva: três crimes de branqueamento de capitais e três de falsificação de documentos;
  - Armando Vara: um crime de branqueamento;
  - Ricardo Salgado: três crimes de abuso de confiança;
  - João Perna: um crime de detenção ilegal de arma.
- 29 de setembro de 2021: O Ministério Público admite que um dos crimes de falsificação de documento que assacou ao ex-primeiro-ministro José Sócrates e ao seu amigo Carlos Santos Silva, e que diz respeito à adesão do empresário ao regime excepcional de regularização tributária RERT II, prescreveu no Verão de 2021. Destino idêntico poderão vir a ter outros crimes do mesmo género alegadamente cometidos pelos protagonistas da Operação Marquês[47].
- 25 de janeiro de 2024: O Tribunal da Relação de Lisboa decidiu reverter grande parte da decisão instrutória, na sequência do recurso interposto pelo Ministério Público. Vão a julgamento 22 arguidos, incluindo 4 empresas:[21]
  - José Sócrates - 22 crimes: 3 de corrupção, 13 de branqueamento de capitais e 6 de fraude fiscal;
  - Carlos Santos Silva - 23 crimes: 2 de corrupção, 14 de branqueamento de capitais e 7 de fraude fiscal;
  - Joaquim Barroca Rodrigues - 15 crimes: 2 de corrupção, 7 de branqueamento de capitais e 6 de fraude fiscal;
  - José Luís Ribeiro dos Santos - 2 crimes: 1 de corrupção e 1 de branqueamento de capitais;
  - Luís Manuel Ferreira da Silva Marques - 2 crimes: 1 de corrupção e 1 de branqueamento de capitais;
  - Ricardo Salgado - 11 crimes: 3 de corrupção e 8 de branqueamento de capitais;
  - Zeinal Bava - 3 crimes: 1 de corrupção, 1 de branqueamento de capitais e 1 de fraude fiscal;
  - Henrique Granadeiro - 5 crimes: 1 de corrupção, 2 de branqueamento de capitais e 2 de fraude fiscal;
  - Armando Vara - 2 crimes: 1 de corrupção e 1 de branqueamento de capitais;
  - José Diogo Gaspar Ferreira - 2 crimes: 1 de corrupção e 1 de branqueamento de capitais;
  - Rui Horta e Costa - 2 crimes: 1 de corrupção e 1 de branqueamento de capitais;
  - José Paulo Bernardo Pinto de Sousa - 2 crimes: 2 de branqueamento de capitais;
  - Hélder José Bataglia dos Santos - 5 crimes: 5 de branqueamento de capitais;
  - Gonçalo Nuno Mendes da Trindade Ferreira - 3 crimes: 3 de branqueamento de capitais;
  - Inês Maria Carrusca Pontes do Rosário - 1 crime: 1 de branqueamento de capitais;
  - João Pedro Soares Antunes Perna - 1 crime: 1 de branqueamento de capitais;
  - Sofia Mesquita Carvalho Fava - 1 crime: 1 de branqueamento de capitais;
  - Rui Manuel Antunes Mão de Ferro - 1 crime: 1 de branqueamento de capitais;
  - Lena Engenharia e Construções, SA - 10 crimes: 1 de corrupção, 3 de branqueamento de capitais e 6 de fraude fiscal;
  - Lena Engenharia e Construção SGPS - 2 crimes: 1 de corrupção e 1 de branqueamento de capitais;
  - Lena SGPS - 2 crimes: 1 de corrupção e 1 de branqueamento de capitais;
  - RMF – Consulting, Gestão e Consultoria Estratégica, Lda - 1 crime: 1 de branqueamento de capitais.
- 20 de junho de 2024: O Supremo Tribunal de Justiça volta a recusar pedido de Sócrates para afastar juízes da Relação. Os juízes conselheiros consideraram não haver fundamento para afastar os desembargadores, cuja imparcialidade a defesa de José Sócrates argumentava estar em causa.[48]
- 1 de novembro de 2024: A medida de coação imposta a José Sócrates extinguiu-se, deixando o ex-primeiro-ministro de ficar obrigado a apresentações quinzenais na esquadra.[49]
- 6 de Dezembro de 2024: O Tribunal da Relação de Lisboa ordenou que o processo da Operação Marquês seguisse para a primeira instância, livre de recursos, que ficam agora separados do processo para serem analisados à parte. O Tribunal da Relação de Lisboa refere ainda que se "encontram recursos no Tribunal Constitucional interpostos por Armando Vara, José Sócrates, Carlos Santos Silva e um recurso para o Supremo Tribunal de Justiça (STJ) interposto por José Paulo Bernardo Pinto de Sousa [primo de José Sócrates] (...) todos admitidos com efeito meramente devolutivo", ou seja, está apenas garantida a análise da queixa, não existe qualquer efeito suspensivo sobre o processo.[50]
- 3 de Junho de 2025: O Ministério Público admitiu a prescrição dos crimes de falsificação imputados a José Sócrates e ao empresário Carlos Santos Silva. [51]

- 3 de Julho de 2025: José Sócrates apresentou dois incidentes de recusa contra a juíza do processo da Operação Marquês e contra o procurador-geral da República.[52]

- 3 de Julho de 2025: Começa o julgamento de José Sócrates no Campus de Justiça de Lisboa.

- 4 de Julho de 2025: A defesa de José Sócrates avançou com mais um incidente: um pedido para que o Tribunal de Justiça da União Europeia se pronuncie sobre a interpretação da lei que três juízas desembargadoras fizeram, em janeiro de 2024, quando decidiram levar o caso a julgamento. Caso o recurso seja aceite, o julgamento será suspenso.[53]